# 亞述人種族大屠殺
Sayfo / Seyfo 在新阿拉姆语（参见阿拉姆语）中，有“种族灭绝”的意思，也有“剑”的意思，指的是在一战期间，由鄂圖曼军队，非正规军军人，親鄂圖曼库尔德人（参见库尔德部落 - en，库尔德斯坦）对居住在鄂圖曼东南部的安纳托利亚，（以及其境外）的叙利亚基督教/亞述人进行的种族大屠杀和驱逐行为。
历史上，亚述族群说着不同的语言，因宗教信仰不同（如叙利亚东方正统教会、东方教会、加色丁礼天主教会）而相互敌对。一战之前，亚述人迁徙至鄂圖曼帝国的偏远山区，其中部分族群是无国家社会，部落间冲突不断，并以此区别彼此（身份）。在十九世纪，受帝国中央集权的政治体制影响，亚述人“各自为政”（各族自治）的统治思想在其内部引发多次暴力冲突，统治岌岌可危。
大屠杀始于波斯战役，从 1915 年一月持续到五月，参与者有鄂圖曼军队，非正规军军人，亲鄂圖曼库尔德人。在比特利斯省（参见六大维拉亚特），从波斯战场退下来的帝国军队连同当地库尔德部落一起，大肆屠戮基督徒，包括亚述人。1915 年年中，袭击者攻击了位于哈卡里的亚述部落，九月，此处的亚述人已被驱逐一空。在迪亚贝克省（Diyarbekir Vilayet），（该省）统治者穆罕默德·雷希德（Mehmed Reshid）发起了一场针对包括该省所有的基督教社区、叙利亚基督徒的种族灭绝。 居住在今天伊拉克和叙利亚南部的鄂圖曼亚述人幸免于难。
之后的亚美尼亚大屠杀与此次针对亚述人的大屠杀联系密切，相较于前者，后者并无明显的系统性。正值帝国统治后期，与帝国政府相比，地方统治者在此间扮演了相当重要的角色，后者是某些针对亚述人屠杀的直接元凶。在 1919 年的巴黎和会上，亚述 - 迦勒底（参见迦勒底）人代表在陈词中说他们损失了 25 万人，大致相当于其战前人口的二分之一——但并没有明显证据显示该数据准确与否。20 世纪 90 年代开始，在离散在各地的亚述-迦勒底-叙利亚人的带头努力下，一些国家——土耳其不在此列，认为鄂圖曼帝國的亚述人是种族灭绝的受害者，鄂圖曼土耳其帝国对亚述人的的暴行被正式认定为大屠杀。

## 历史
在1914年至1920年間，上美索不達米亞的亞述人被鄂圖曼帝國青年土耳其黨人的軍隊強行徙置與屠殺，當地阿拉伯民兵和部落武裝，包括庫爾德人，車臣人和切爾克斯人也攻擊的亞述平民，估計造成150,000–300,000人死亡。但不同於對待亞美尼亞人，鄂圖曼帝國政府沒下令攻擊亞述人，沒採用標準化的種族滅絕手法，在一些城市，所有的亞述人被殺害，其他人被迫逃離。這些屠殺是經常由當地的庫爾德人攻擊而進行，亞述人逃亡的過程中疾病和飢餓增加了死亡人數，以及婦女遭到廣泛的性虐待。
在2007年，種族滅絕學者國際協會（IAGS）達成共識，即“1914年至1923年之間鄂圖曼帝國對國內亞美尼亞人，亞述人，和本都希臘人和安納托利亞希臘人基督徒進行種族滅絕。